# Rotenburg an der Fulda
Rotenburg an der Fulda (ufficialmente: Rotenburg a. d. Fulda) è una città tedesca di 14 066 abitanti, situata nel land dell'Assia. È bagnata dalle acque del fiume Fulda.
Qui sono nati i nobili Costantino d'Assia-Rheinfels-Rotenburg e Chlodwig zu Hohenlohe-Schillingsfürst.

## Amministrazione

### Gemellaggi
- Argentan